# Tau lepton
Tau lepton, takođe poznat kao tau čestica, tauon ili prosto tau je jedna od elementarnih čestica sa spinom od ½ i negativnim naelektrisanjem. Tau je jedna vrsta leptona zajedno sa elektronom, mionom i njihova 3 neutrina. On se obeležava simbolom τ−. Otkrio ga je 1995. naučnik Martin Luis Perl koji je za to otkriće dobio Nobelovu nagradu. Kao i ostali naelektrisani leptoni tau ima svoj neutrino koji se obeležava sa ντ. Antitau ili pozitivni tau je аntičestica koja mu odgovara i koja ima istu masu i spin ali suprotno naelektrisanje i obeležava se znakom τ+.
Tau čestica naelektrisana i stoga na nju deluje elektromagnetna sila daleko jače nego gravitaciona sila. Zanimljivo je da je tau mnogo masivniji nego sto se očekivalo. Ispostavilo se da je energija potrebna da se stvori par tau čestica 3,6 GeV što znači da mu je masa mirovanja 1,8 GeV. To je oko 2 puta veća masa nego masa protona i čak oko 4000 puta veća od mase elektrona. Zbog tako velike mase tau lepton ima vreme života od samo 2,9×10−13 s. Zbog sličnih karakteristika tau čestice reaguju sa drugim česticama skoro isto kao i elektroni. Jedna od većih razlika je da imaju manje zakočno zračenje od elektrona zbog njihove veće mase. To zakočno zračenje je takođe teško izmeriti zbog kratkog vremena života tau čestice.

## Istorija
Potraga za tauom započela je 1960. godine u CERN-u od strane grupe Bolonja-CERN-Fraskati (BCF) koju je predvodio Antonino Zičiči. Zičiči je došao na ideju o novom sekvencijalnom teškom leptonu, koji se sada zove tau, i izumeo je metod pretraživanja. On je izveo eksperiment u ADONE postrojenju 1969. kada je njegov akcelerator postao operativan; međutim, akcelerator koji je koristio nije imao dovoljno energije da istaživanje tau česticu.
Tau je nezavisno anticipiran u članku Jung-su Tsaja iz 1971. godine. U 20. veku ili tačnije od 1970-1980 na univerzitetu u Stanfordu, Martin Luis Perl je u nizu  eksperimenata koji su se sastojali od sudaranja elektrona i pozitrona primetio da nedostaje energija nakon takvih sudara. Pošto nijedna druga čestica nije bila detektovana pretpostavio je da je to par nekih novih čestica. 
e+ + e− → e± + μ∓  + najmanje dve neotkrivene čestice
Potreba za najmanje dve neotkrivene čestice pokazala se nemogućnošću očuvanja energije i impulsa samo sa jednom. Međutim, nisu otkriveni drugi mioni, elektroni, fotoni ili hadroni. Predloženo je da je ovaj događaj bio produkcija i kasniji raspad novog para čestica:
 e+ + e− → τ+ + τ−  → e± + μ∓ + 4ν 
Ovo je bilo teško da se dokaže jer je energija koja je potrebna da se stvori par tauona i antitauona slična energiji potrebnoj da se stvori D mezon. Kasniji eksperimenti u Hamburgu i na Stanfordu su pronašli masu i spin tau leptona. Simbol τ je dodeljen zbog grčke reči τρίτον što znači treći, jer je bio treći otkriven lepton. Nakon otkrića tau čestice počeo je lov na tau neutrine jer svaki lepton nastaje iz sudara njegovih neutrina, što znači da moraju postojati tau neutrini koji stvaraju tau čestice. Nisu uspeli da direktno uoče tau neutrino zbog njegovih karakteristika, a to su: nema električni naboj kao i svi drugi neutrini, i ima veoma malu masu što mu omogućava da se kreće brzinom bliskom brzini svetlosti. Iako nisu uspeli da ih direktno posmatraju, dokazali su njihovo postojanje pomoću posmatranja njihovih interakcija.
Martin Luis Perl je podelio Nobelovu nagradu za fiziku 1995. sa Frederikom Rajnsom. Potonjem je dodeljen njegov deo nagrade za eksperimentalno otkriće neutrina.

## Raspad
Postoji više načina na koje tauon može da se raspadne, i on je jedini od leptona koji može da se raspadne na hadrone jer drugi nemaju dovoljno veliku masu. Najveće šanse ima raspad gde nastanu tau neutrino, elektron i elektronski antineutrino (17,82%) i raspad gde nastanu tau neutrino, mion i mionski antineutrino (17,39%).

## Egzotični atomi
Tau čestice mogu da grade neke vrste atoma koji se zovu egzotični atomi. Egzotični atomi su atomi kod kojih je jedna od čestica zamenjena nekom drugom česticom istog naelektrisanja. Tauoni mogu da grade dve vrste ovakvih atoma. Jedna je tauonijum, koji se sastoji od antitauona i elektrona: τ+e−. Drugi je onijum atom τ+τ− koji se naziva pravi tauonijum. On se teško može detektovati usled ekstremno kratkog životnog veka tau čestica na niskim (nerelativističkim) energijama neophodnim da se formira ovaj atom. Njegova detekcija je važna za kvantnu elektrodinamiku.

## Literatura
- “Atomistika” Vladimir Vukanović
- “Kvantna fizika”
- J. Peltoniemi; J. Sarkamo (2005). „Laboratory measurements and limits for neutrino properties”. The Ultimate Neutrino Page. Приступљено 2008-11-07.
- Amsler, C.;  . (Particle Data Group) (2008). „Review of Particle Physics” (PDF). Physics Letters B. 667 (1): 1. Bibcode:2008PhLB..667....1A. doi:10.1016/j.physletb.2008.07.018.
- Anicin, I. V. (2005). „The Neutrino: Its Past, Present and Future”. arXiv:physics/0503172 .
- Fukuda, Y.;  . (1998). „Evidence for Oscillation of Atmospheric Neutrinos”. Physical Review Letters. 81 (8): 1562—1567. Bibcode:1998PhRvL..81.1562F. arXiv:hep-ex/9807003 . doi:10.1103/PhysRevLett.81.1562.
- Kodama, K.;  . (2001). „Observation of tau neutrino interactions”. Physics Letters B. 504 (3): 218—224. Bibcode:2001PhLB..504..218D. arXiv:hep-ex/0012035 . doi:10.1016/S0370-2693(01)00307-0.
- B. R. Martin; G. Shaw (1992). „Chapter 2: Leptons, quarks and hadrons”. Particle Physics. John Wiley & Sons. стр. 23—47. ISBN 978-0-471-92358-9.
- Neddermeyer, S. H.; Anderson, C. D. (1937). „Note on the Nature of Cosmic-Ray Particles” (PDF). Physical Review. 51 (10): 884—886. Bibcode:1937PhRv...51..884N. doi:10.1103/PhysRev.51.884.
- Perl, M. L.;  . (1975). „Evidence for Anomalous Lepton Production in e+–e− Annihilation”. Physical Review Letters. 35 (22): 1489—1492. Bibcode:1975PhRvL..35.1489P. doi:10.1103/PhysRevLett.35.1489.
- Peskin, M. E.; Schroeder, D. V. (1995). Introduction to Quantum Field Theory. Westview Press. ISBN 978-0-201-50397-5.
- Riesselmann, K. (2007). „Logbook: Neutrino Invention”. Symmetry Magazine. 4 (2). Архивирано из оригинала 2009-05-31. г.
- Rosenfeld, L. (1948). Nuclear Forces. Interscience Publishers. стр. xvii.
- Shankar, R. (1994). „Chapter 2: Rotational Invariance and  Angular Momentum”. Principles of Quantum Mechanics (2nd изд.). Springer. стр. 305–352. ISBN 978-0-306-44790-7.
- Weinberg, S. (2003). The Discovery of Subatomic Particles. Cambridge University Press. ISBN 978-0-521-82351-7.
- Wilson, R. (1997). Astronomy Through the Ages: The Story of the Human Attempt to Understand the Universe. CRC Press. стр. 138. ISBN 978-0-7484-0748-4.
- B.A. Schumm (2004). Deep Down Things: The Breathtaking Beauty of Particle Physics. Johns Hopkins University Press. ISBN 978-0-8018-7971-5.
- „The Standard Model of Particle Physics Interactive Graphic”.
- I. Aitchison; A. Hey (2003). Gauge Theories in Particle Physics: A Practical Introduction. Institute of Physics. ISBN 978-0-585-44550-2.
- W. Greiner; B. Müller (2000). Gauge Theory of Weak Interactions. Springer. ISBN 978-3-540-67672-0.
- G.D. Coughlan; J.E. Dodd; B.M. Gripaios (2006). The Ideas of Particle Physics: An Introduction for Scientists. Cambridge University Press.
- D.J. Griffiths (1987). Introduction to Elementary Particles. John Wiley & Sons. ISBN 978-0-471-60386-3.
- G.L. Kane (1987). Modern Elementary Particle Physics. Perseus Books. ISBN 978-0-201-11749-3.
- T.P. Cheng; L.F. Li (2006). Gauge theory of elementary particle physics. Oxford University Press. ISBN 978-0-19-851961-4. Highlights the gauge theory aspects of the Standard Model.
- J.F. Donoghue; E. Golowich; B.R. Holstein (1994). Dynamics of the Standard Model. Cambridge University Press. ISBN 978-0-521-47652-2. Highlights dynamical and phenomenological aspects of the Standard Model.
- L. O'Raifeartaigh (1988). Group structure of gauge theories. Cambridge University Press. ISBN 978-0-521-34785-3.
- Nagashima, Yorikiyo (2013). Elementary Particle Physics: Foundations of the Standard Model, Volume 2. Wiley. ISBN 978-3-527-64890-0.
- Schwartz, Matthew D. (2014). Quantum Field Theory and the Standard Model. Cambridge University. ISBN 978-1-107-03473-0.
- Langacker, Paul (2009). The Standard Model and Beyond. CRC Press. ISBN 978-1-4200-7907-4.  Highlights group-theoretical aspects of the Standard Model.
- E.S. Abers; B.W. Lee (1973). „Gauge theories”. Physics Reports. 9 (1): 1—141. Bibcode:1973PhR.....9....1A. doi:10.1016/0370-1573(73)90027-6.
- M. Baak;  . (2012). „The Electroweak Fit of the Standard Model after the Discovery of a New Boson at the LHC”. The European Physical Journal C. 72 (11): 2205. Bibcode:2012EPJC...72.2205B. S2CID 15052448. arXiv:1209.2716 . doi:10.1140/epjc/s10052-012-2205-9.
- Y. Hayato;  . (1999). „Search for Proton Decay through p → νK+ in a Large Water Cherenkov Detector”. Physical Review Letters. 83 (8): 1529—1533. Bibcode:1999PhRvL..83.1529H. S2CID 118326409. arXiv:hep-ex/9904020 . doi:10.1103/PhysRevLett.83.1529.
- S.F. Novaes (2000). „Standard Model: An Introduction”. arXiv:hep-ph/0001283 .
- D.P. Roy (1999). „Basic Constituents of Matter and their Interactions – A Progress Report”. arXiv:hep-ph/9912523 .
- F. Wilczek (2004). „The Universe Is A Strange Place”. Nuclear Physics B: Proceedings Supplements. 134: 3. Bibcode:2004NuPhS.134....3W. S2CID 28234516. arXiv:astro-ph/0401347 . doi:10.1016/j.nuclphysbps.2004.08.001.
- Georgi, Howard (1999), Lie algebras in particle physics, Perseus Books Group, ISBN 978-0-7382-0233-4.
- Christman, J. Richard (2001), „Colour and Charm” (PDF), www.physnet.org, Project PHYSNET, document MISN-0-283.
- Hawking, Stephen (1998), A Brief History of Time, Bantam Dell Publishing Group, ISBN 978-0-553-10953-5.
- Close, Frank (2007), The New Cosmic Onion, Taylor & Francis, ISBN 978-1-58488-798-0.
- Wu, T.-Y.; Pauchy Hwang, W.-Y. (1991). Relativistic quantum mechanics and quantum fields. World Scientific. стр. 321. ISBN 978-981-02-0608-6.
- Muta, T. (2009). Foundations of Quantum Chromodynamics: An introduction to perturbative methods in gauge theories. Lecture Notes in Physics. 78 (3rd изд.). World Scientific. ISBN 978-981-279-353-9.
- Smilga, A. (2001). Lectures on quantum chromodynamics. World Scientific. ISBN 978-981-02-4331-9.
- Pauli, Wolfgang (1941). „Relativistic Field Theories of Elementary Particles”. Rev. Mod. Phys. 13: 203—32. Bibcode:1941RvMP...13..203P. doi:10.1103/revmodphys.13.203.
- Yang C. N., Mills R. L. (1954). „Conservation of Isotopic Spin and Isotopic Gauge Invariance”. Phys. Rev. 96: 191—195. Bibcode:1954PhRv...96..191Y. doi:10.1103/PhysRev.96.191 .
- Donaldson, Simon K. (1983). „Self-dual connections and the topology of smooth 4-manifolds”. Bull. Amer. Math. Soc. 8 (1): 81—83. MR 0682827. doi:10.1090/S0273-0979-1983-15090-5 .
- Pickering, A. (1984). Constructing Quarks. University of Chicago Press. ISBN 0-226-66799-5.